# Borolia incompleta
Borolia incompleta là một loài bướm đêm trong họ Noctuidae.